# Bridge of Orchy
Bridge of Orchy är en by i Argyll and Bute, Skottland. Byn är belägen 10 km 
från Tyndrum. Orten har 60 invånare (1991).